# 1968
1968 (MCMLXVIII) fou un any de traspàs del calendari gregorià començat en dilluns.

## Esdeveniments
El 5 de gener començà la Primavera de Praga, un intent de Txecoslovàquia de separar-se del Pacte de Varsòvia, que acabà el 20 d'agost amb una invasió de l'exèrcit soviètic i la deposició del govern.
El 12 de març, la República de Maurici s'independitzà de l'Imperi Britànic.
16 de març,- Son My, Vietnam del Sud: Massacre de My Lai, en què els soldats nord-americans assassinen brutalment entre 347 i 504 civils vietnamites.
El 25 de març començà a París la revolta estudiantil coneguda com el Maig francès.
Del 26 al 31 d'agost tingueren lloc les Diades de Cultura de Prada de Conflent, precursores de la Universitat Catalana d'Estiu.
11 de novembre, Kenwood (Anglaterra): John Lennon i Yoko Ono enregistren Unfinished Music No. 1: Two Virgins.

### Còmics i literatura
Edicions 62 publicà l'àlbum És diumenge, Charlie Brown!, la primera traducció al català de l'obra de Charles M. Schulz.
Als EUA s'estrenà la sèrie The Fabulous Furry Freak Brothers.
També començà a ediar-se la revista Actuel

### Cinema i televisió

| M/d   | Direcció               | Títol                        | Gènere         |
| ----- | ---------------------- | ---------------------------- | -------------- |
| 12/19 | Goscinny/Payant/Uderzo | Astèrix i Cleopatra          | animació       |
| 04/02 | Stanley Kubrick        | 2001: una odissea de l'espai | ciència-ficció |
| 05/   | Ted V. Mikels          | The Astro-Zombies            | sèrie Z        |

### Música
| M/d   | Títol                                            |
| ----- | ------------------------------------------------ |
|       | La fera ferotge                                  |
|       | Visca l'amor!                                    |
| 11/22 | The Beatles                                      |
| 02/24 | Peter Green's Fleetwood Mac \| Electric Ladyland |

```
Fa 57 anys
```

El 12 d'agost els músics John Bonham (bateria), John Paul Jones (baix), Jimmy Page (guitarriste) i Robert Plant (cantant) assajaren junts per primera volta, abans d'esdevindre Led Zeppelin.
Naiximents
- Meshell Ndegeocello
- 6ago  Fatman Scoop (raper)
- 5oct  Dominique A (cantautor)

### Premis Nobel
| Camp                  | Guardonats                                                          |
| --------------------- | ------------------------------------------------------------------- |
| Física                | - Luis Walter Álvarez                                               |
| Química               | - Lars Onsager                                                      |
| Medicina o Fisiologia | - Robert W. Holley - Har Gobind Khorana - Marshall Warren Nirenberg |
| Literatura            | - Yasunari Kawabata                                                 |
| Pau                   | - René Cassin                                                       |

### Tecnologia i vols espacials
El 21 de desembre la NASA enlairà l'Apollo 8, que fon el primer vol tripulat en orbitar al voltant de la Lluna: el 24 de desembre, la retransmissió en directe d'imatges de la cara oculta esdevingué el programa televisiu amb més audiència fins al moment; la tripulació tornà a la Terra el dia 27.

## Naixements
| M/d   | Nom i cognoms          | Activitat  | Origen      |
| ----- | ---------------------- | ---------- | ----------- |
| 04/06 | José Vicente Grau Juan | pilotaire  | valentí     |
| 01/16 | Mònica Terribas i Sala | periodista | barcelonina |
| 10/06 | Dominique Ané          | cantautor  | francés     |

Les persones nascudes el 1968 faran 57 anys durant el 2025.
Països Catalans
- 2 de gener - Badalona, Barcelonès: Anna Pruna i Grivé, esportista i dirigent esportiva catalana.[4]
- 3 de gener - Santa Maria del Camí: Antònia Maria Estarellas Torrens, política mallorquina.[5]
- 12 de gener - Barcelona: Laura Mañá i Alvarenga, actriu, guionista i directora de cinema catalana.[6]
- 19 de gener - Pedret i Marzà, Alt Empordà: Imma Clopés Gasull, atleta catalana especialista en proves de d'heptatló i pentatló.[7]
- 17 de febrer - Barcelona: Cristina Marcos Herrero, jugadora de waterpolo catalana.[8]
- 4 de març - Cornellà de Llobregat: Emilia Cano i Camacho, marxadora catalana retirada.[9]
- 10 de març - el Grau de Gandia: Maria Josep Escrivà i Vidal, poeta i narradora valenciana.[10]
- 28 de març - Barcelona: Sònia Godall i Cassi, atleta catalana especialitzada en llançament de disc.[11]
- 26 d'abril - Polop: María Dolores Zaragoza Teuler, política valenciana, diputada i alcaldessa.[12]
- 9 de juny - Barcelona: Judith Solana Pons, jugadora de basquetbol catalana.[13]
- 5 de juliol - Barcelona: Vicenta N'Dongo, actriu catalana d'ascendència equatoguineana, especialitzada en art dramàtic.[14]
- 18 de juliol - Sant Cugat del Vallès, Vallès Occidental: Judith Colell i Pallarès, directora, guionista i productora de cinema catalana.[15]
- 26 de juliol - els Alamús, Segrià: Anna Simó i Castelló, filòloga i política catalana, ha estat consellera de la Generalitat de Catalunya.[16]
- 20 d'agost - Barcelona: Núria Olivé i Vancells, jugadora d'hoquei sobre herba, guanyadora de l'or olímpic als Jocs de Barcelona 92.[17]
- 4 de setembre - Barcelona: Yolanda Ramos, actriu i guionista còmica espanyola.[18]
- 17 de setembre - Bellcaire d'Empordà: Tito Vilanova, jugador i entrenador de futbol
- 6 d'octubre - Castelldefels: Xavier Escaich i Ferrer, futbolista català.
- 1 de novembre - Simat de la Valldigna (La Safor)ː Lourdes Boïgues, escriptora valenciana fonamentalment de literatura infantil i juvenil.[19]
- 2 de novembre - Lleida: Jaume Balagueró, director de cinema català.
- 3 de desembre - Manresa: Mireia Pintó, mezzosoprano i cantant d'òpera catalana.[20]
- 6 de desembre - València: Mara Aranda, cantant valenciana de música antiga i mediterrània.[21]
- 25 de desembre, Vilanova i la Geltrú: Encarnació Adsuar, gimnasta artística catalana que competí durant la dècada de 1980.[22]
- Barcelona: Neus Real i Mercadal, historiadora de la literatura i professora catalana.[23]

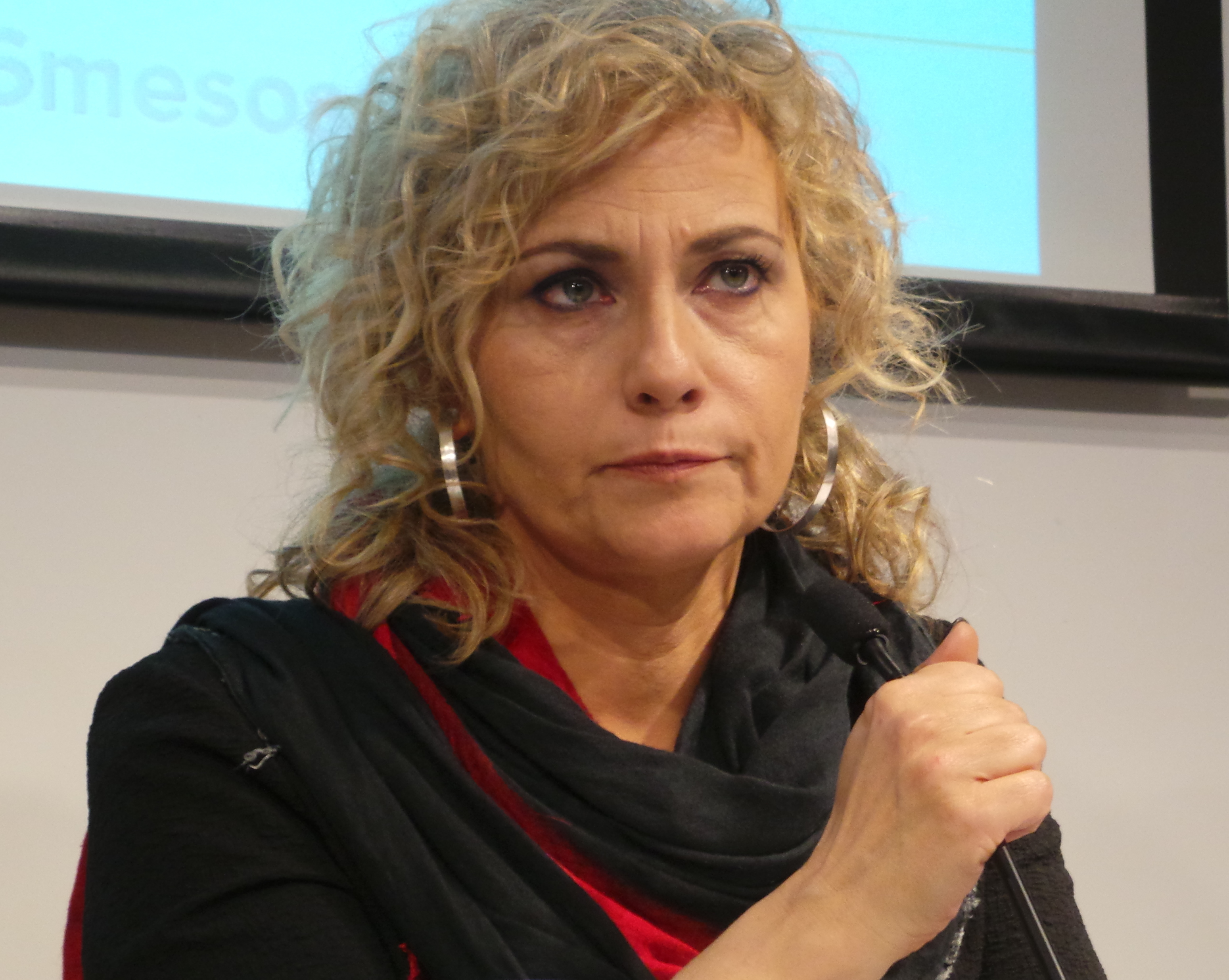
Mònica Terribas
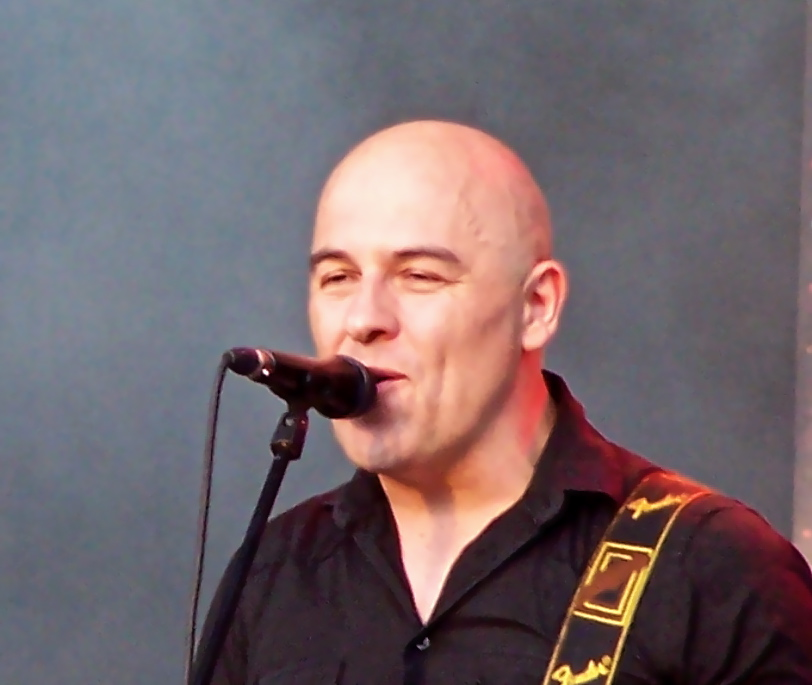
Dominique A
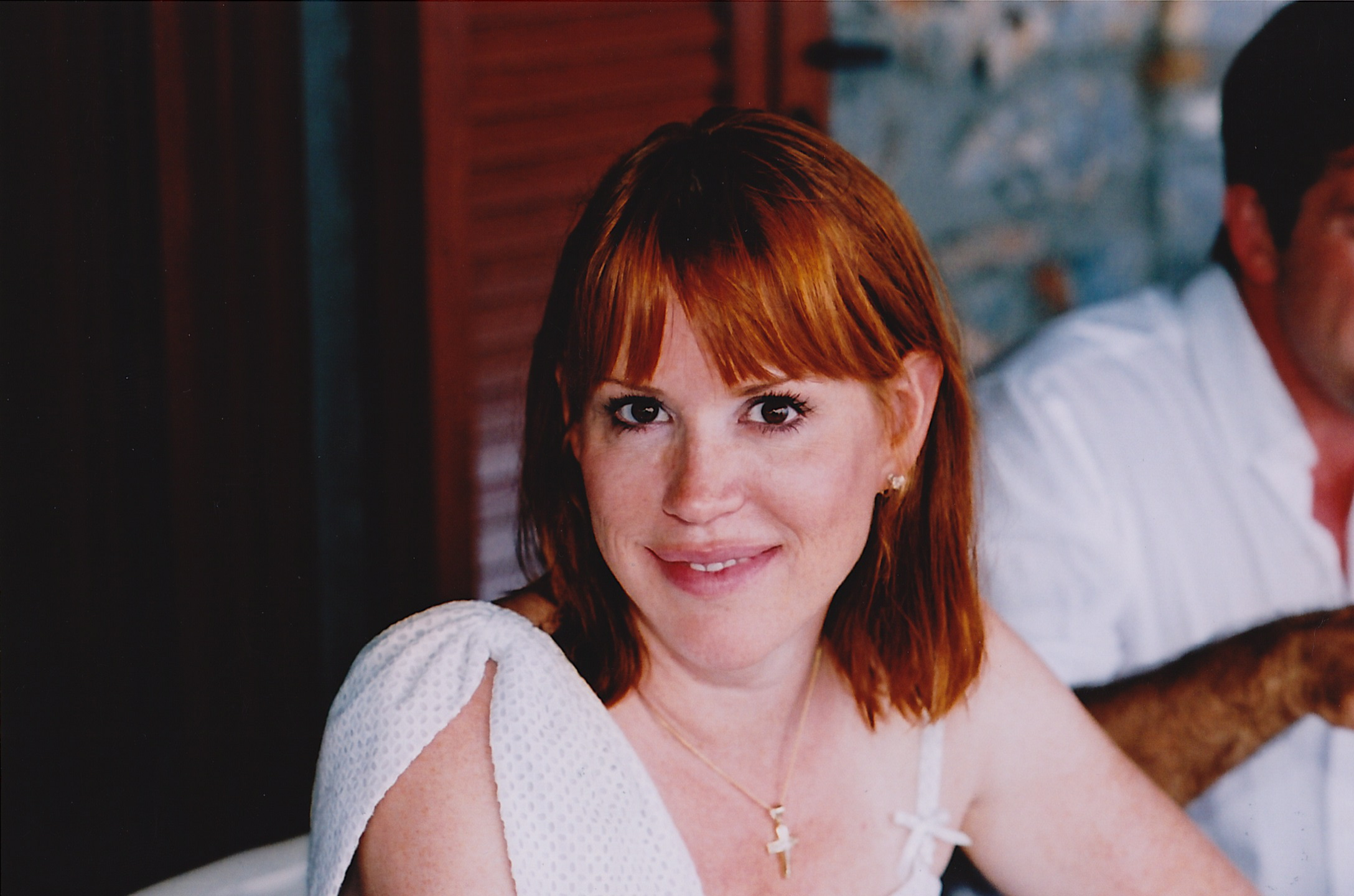
Molly Ringwald
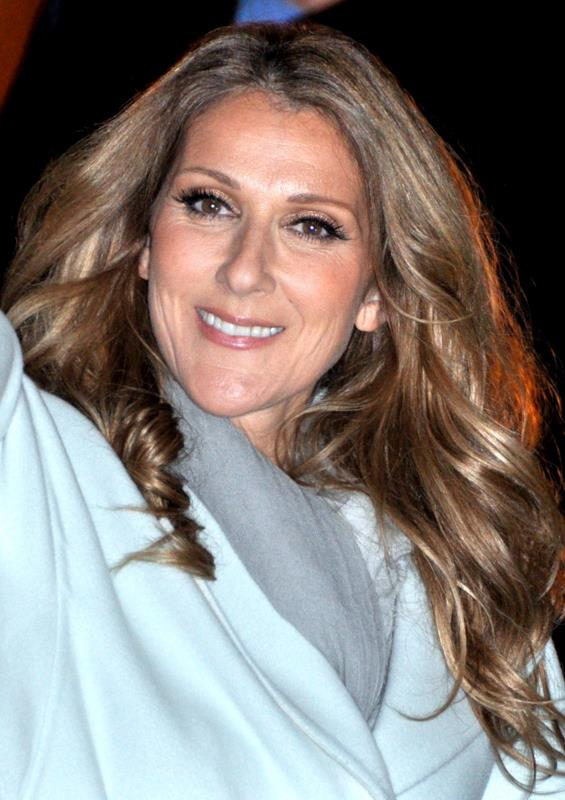
Céline Dion
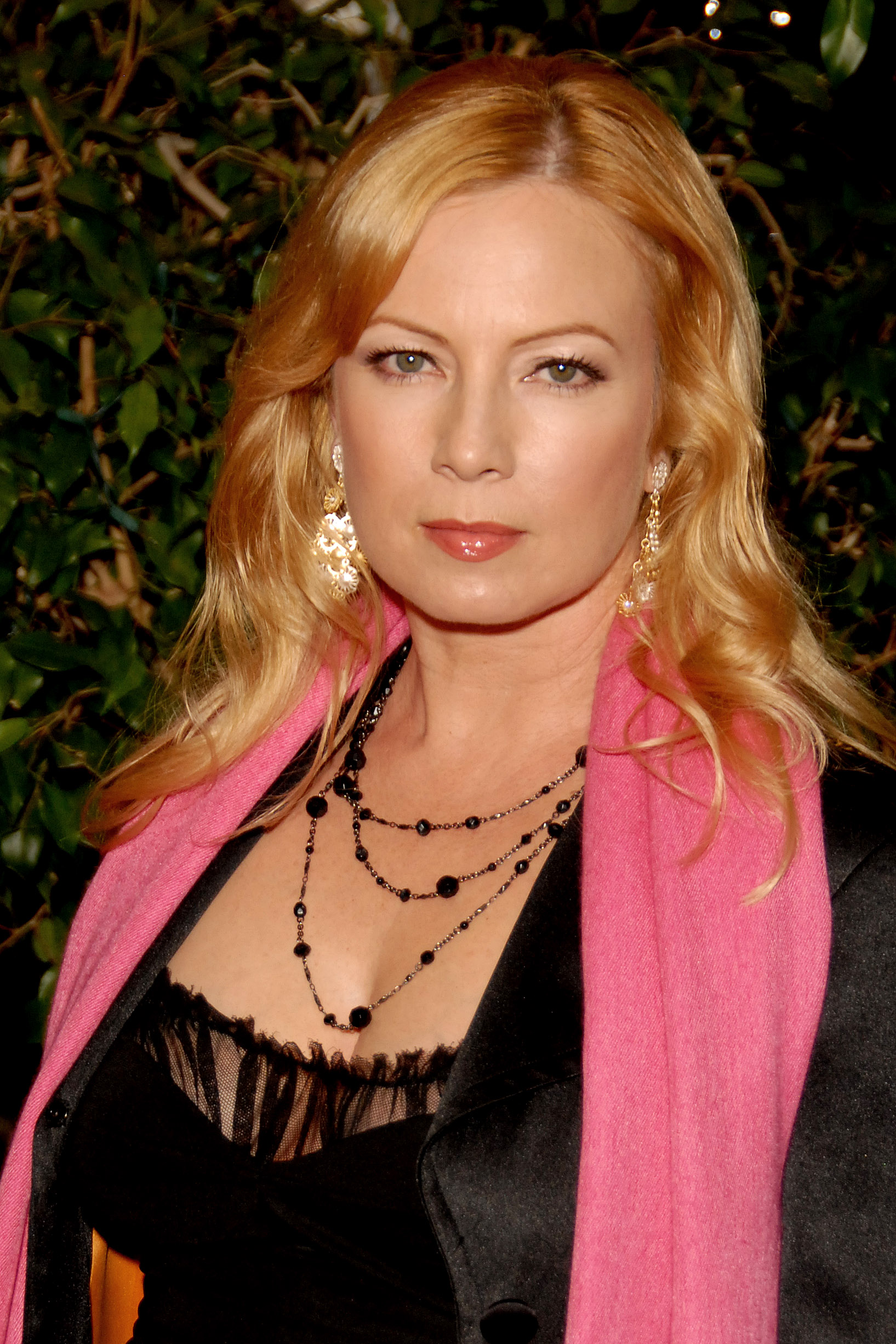
Traci Lords
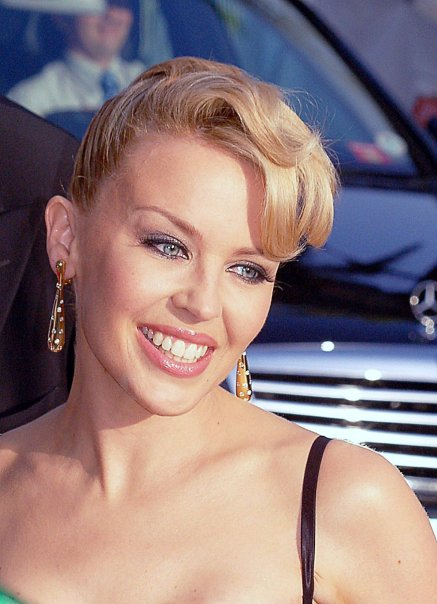
Kylie Minogue
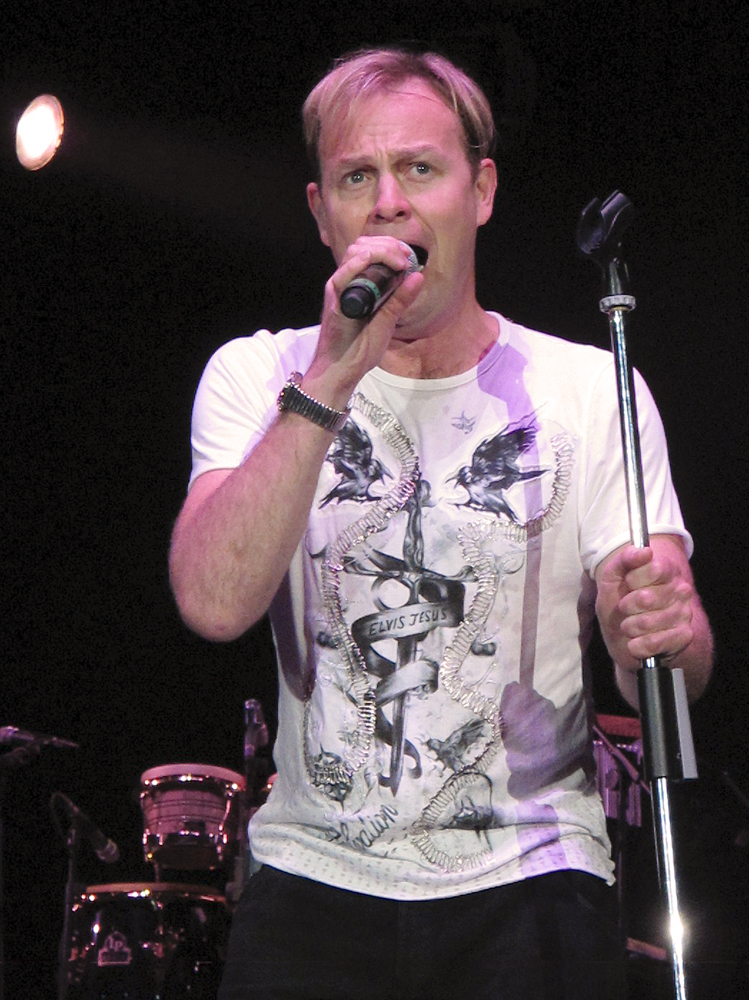
Jason Donovan
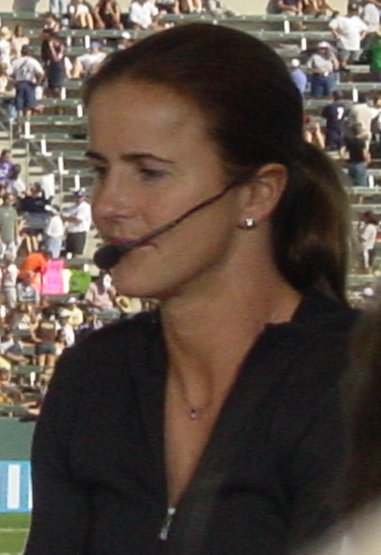
Brandi Chastain
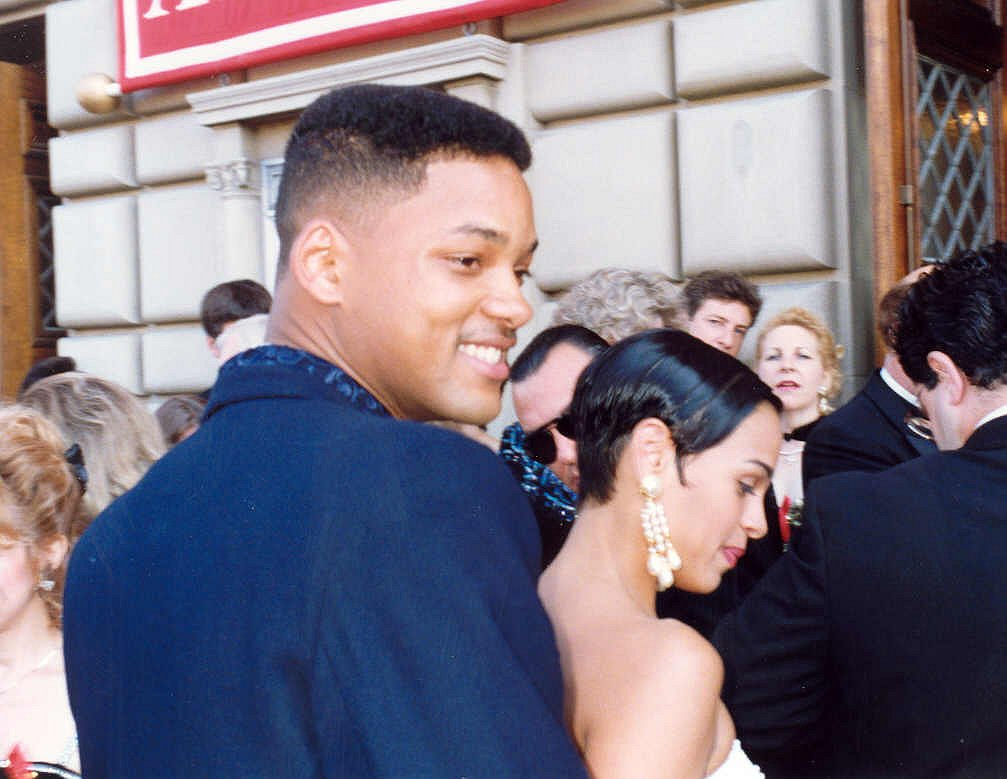
Will Smith

Resta del món
- 30 de gener: Felip VI d'Espanya, rei d'Espanya.
- 1 de febrer - Memphis: Lisa Marie Presley, actriu i cantant nord-americana (m. 2023).
- 16 de febrer, Esmirna, Turquia: Ceyda Aslı Kılıçkıran, periodista i directora de cinema.
- 18 de febrer, Roseville, Califòrnia, EUA: Molly Ringwald, actriu estatunidenca.
- 4 de març, Londres, Anglaterra: Patsy Kensit, actriu i cantant anglesa.
- 6 de març, Queens, Nova York, EUA: Moira Kelly, actriu estatunidenca.
- 14 de març - Holmestrand: Christine Sagen Helgø, advocada i política noruega, alcaldessa de Stavanger des de 2011.[24]
- 18 de març, Saragossa: Cristina Fallarás, escriptora i periodista aragonesa.[25]
- 30 de març, Charlemagne, Quebec, Canadà: Céline Dion, cantant canadenca.[26]
- 20 d'abril, Magadan: Ielena Välbe, esquiadora de fons russa que competí els anys 1990.[27]
- 24 d'abril, Milàː Gabriella Gambino, experta en bioètica italiana i membre de la cúria romana de l'Església Catòlica Romana.[28]
- 29 d'abril, Rijeka: Kolinda Grabar-Kitarović, política croata, presidenta de Croàcia 2015-20.[29]
- 4 de maig, Lió (França): Éric Vuillard, escripror francès, Premi Goncourt de 2017
- 7 de maig, Steubenville, Ohio, EUA: Traci Lords, actriu estatunidenca.
- 9 de maig, Guadalupe: Marie-José Pérec, atleta francesa tricampiona olímpica.[30]
- 28 de maig, Melbourne, Victoria, Austràlia: Kylie Minogue, actriu i cantant australiana.[31]
- 1 de juny, Malvern, Victoria, Austràlia: Jason Donovan, actor i cantant australià.
- 19 de juny, Londres, Gran Bretanya :Timothy Morton, filòsof i professor
- 23 de juny, Costa d'Ivori: Tiken Jah Fakoly, cantant de reggae.
- 1 de juliol, Bonn, Alemanya: Alexandra Geese, intèrpret i política alemanya.[32]
- 11 de juliol, Liorna, Itàlia: Camelia Liparoti motociclista italiana de ral·lis especialitzada en quads.[33]
- 17 de juliol, Bonn, Alemanya: Julia Hülsmann, pianista i compositora de jazz alemanya.[34]
- 21 de juliol, San José, Califòrnia, EUA: Brandi Chastain, futbolista estatunidenca.[35]
- Juliol, Jiangsu: Chen Guangbiao, empresari.
- 5 d'agost, Neuilly-sur-Seine (França): Marine Le Pen, política, líder del partit d'extrema dreta francès Front Nacional.[36]
- 6 d'agost, Ankara, Turquia: Aslı Şafak, presentadora de televisió i escriptora.
- 9 d'agost, Chicago, Illinois, EUA: Gillian Anderson, actriu estatunidenca (X-Files).
- 28 d'agost, Madrid: Javier Ortega Smith, polític espanyol.
- 25 de setembre, Filadèlfia, Pensilvània, EUA: Will Smith, actor i cantant de rap estatunidenc.
- 12 d'octubre, Sydney, Austràlia: Hugh Jackman, actor australià.[37]
- 15 d'octubre, Baiona, França: Didier Deschamps, futbolista i entrenador de futbol.[38]
- 5 de novembre, Nova York, Estats Units: Seth Gilliam, Actor nord-americà.
- 15 de novembre, Stanford, Califòrnia: Deborah S. Jin, física estatunidenca, pionera en química quàntica molecular polar (m. 2016).[39]
- 11 de desembre, Juvisy-sur-Orge, França: Emmanuelle Charpentier, investigadora francesa, Premi Nobel de Química 2020.[40]
- Montevideo, Uruguai: Mario Bardanca, periodista esportiu, locutor, columnista i escriptor uruguaià.
- Oregon: Rachel Kushner, escriptora estatunidenca.
- Madrid, Guillermo Cervera, fotoperiodista.
- Uruguai: María Carámbula, actriu uruguaiana.

## Necrològiques
Categoria principal: Morts el 1968
Entre les morts destacades de l'any hi ha la de l'activista Martin Luther King, els artistes Marcel Duchamp i Kees van Dongen, el cantant Dario Moreno, el cosmonauta Iuri Gagarin, el filòleg Ramón Menéndez Pidal, el músic Wes Montgomery o el poeta León Felipe.
Països Catalans
- 2 d'abril - El Vendrell: Maria Julivert Aulés, pintora, esperantista i feminista catalana (n. 1888).[41]
- 31 de maig - Benicalap (València): Regino Más i Marí, innovador artista faller valencià (n. 1899).[42]
- 14 de juny - Santiago de Xile: Josep Rosas i Vilaseca, sindicalista sabadellenc.
- 18 de juny - Barcelona: Mercè Nicolau i Cosson, actriu de teatre catalana (n. 1889).[43]
- 5 de juliol - Toledo: Enric Pla i Deniel, bisbe i cardenal català (n. 1876).
- 21 d'octubre - Barcelona: Aureli Maria Escarré i Jané, monjo benedictí i abat de Montserrat.
- 8 de desembre - Roma: Higini Anglès i Pàmies, capellà i musicòleg català (n. 1888).
- 28 de desembre - Barcelona: Aurora Casanovas i Puig, historiadora del gravat catalana (n. 1913).[44]

Resta del món
- 23 de gener - Londres: Teresa Clotilde del Riego, compositora, violinista, pianista i cantant anglesa (n. 1876).[45]
- 28 de gener - Chicago, Illinois: Kate Warne, primera dona detectiva estatunidenca (n. 1833).[46]
- 2 de febrer - Roma: Tullio Serafin, director d'orquestra italià (n. 1878).
- 13 de febrer - Roma: Ildebrando Pizzetti, compositor italià (n. 1880).
- 21 de febrer - Oxford (Anglaterra): Howard Walter Florey, farmacòleg i patòleg australià, Premi Nobel de Medicina o Fisiologia de 1945 (n. 1898).
- 8 de març - Ciutat de Mèxic: Margarita Nelken, escriptora i política feminista (n. 1894).[47]
- 15 de març - Beverly Hills (Califòrnia, EUA): Mario Castelnuovo-Tedesco, compositor italià (n. 1895)[48]
- 20 de març - Copenhaguen (Dinamarca): Carl Theodor Dreyer, cineasta danès (n. 1889).[49]
- 24 de març - Mahwah, Nova Jersey: Alice Guy, primera directora de cinema de la història, creadora del cinema de ficció (n. 1873).[50]
- 27 de març - Kirzhach, RSFS de Rússia, Unió Soviètica: Iuri Gagarin, cosmonauta soviètic. Primer humà a l'espai.
- 1 d'abril - Moscou (Rússia): Lev Landau, físic rus, Premi Nobel de Física de l'any 1962 (n. 1908).[51]
- 4 d'abril - Memphis, EUA: Martin Luther King, activista en pro dels drets dels negres i Premi Nobel de la Pau el 1964 (n. 1929).[1]
- 8 d'abril - Uppsala, Suècia: Astrid Cleve, botànica, geòloga i química sueca (n. 1875).[52]
- 15 d'abril - Tolosa de Llenguadoc (França): Amparo Poch y Gascón, metgessa, periodista i anarcofeminista aragonesa (n. 1902).[53]
- 21 d'abril - Bilbao: Benita Asas, mestra i feminista espanyola, sufragista i editora de premsa (n. 1873).[54]
- 9 de maig, Nova York: Mercedes de Acosta, poetessa i dramaturga estatunidenca i dissenyadora de roba (n. 1893).[55]
- 4 de juny - 
  - Rapallo, Itàlia: Dorothy Gish, actriu, una de les grans estrelles del cinema mut (n. 1898).[56]
  - Blaricum, Països Baixos: Anna Cramer, compositora holandesa (n. 1873).[57]
- 6 de juny - Los Angeles, Califòrnia, Estats Units: Robert F. Kennedy víctima d'un atemptat comès el dia anterior (n. 1925).[58]
- 7 de juny - Tolosa (Guipúscoa): Txabi Etxebarrieta, guerriller basc, militant d'ETA.
- 14 de juny - Amalfi (Itàlia): Salvatore Quasimodo, poeta i periodista sicilià .Premi Nobel de Literatura de l'any 1959 (n. 1901).[59]
- 15 de juny, Indianapolis, Indiana (EUA): Wes Montgomery, guitarrista de jazz (n. 1923).[60]
- 24 de juny, Nova York: Hattie Elizabeth Alexander, pediatra i microbiòloga estatunidenca.[61]
- 26 de juny, Los Angeles: Ziggy Elman, compositor y músic de jazz.
- 15 de juliol, Xina: Cai Chuseng, guionista, productor i director de cinema xinès (n. 1916).[62]
- 18 de juliol - 
  - Knokke (Bèlgica): Corneille Jean François Heymans, metge belga Premi Nobel de Medicina o Fisiologia de l'any 1938 (n. 1892).[63]
  - Sant Sebastià: Teresa de Escoriaza, periodista espanyola, corresponsal de guerra i pionera de la ràdio (n. 1891).[64]
- 22 de juliolː Chennai, Índia: Muthulakshmi Reddy, metgessa i reformadora social índia (n. 1886).[65]
- 23 de juliol - Cambridge, Regne Unit: Henry Hallet Dale, metge nord-americà, Premi Nobel de Medicina o Fisiologia de 1936 (n. 1875).[66]
- 28 de juliol - Göttingen (Alemanya Occidental): Otto Hahn, químic alemany, Premi Nobel de Química de 1944 (n. 1879).[67]
- 3 d'agost, Moscou (Rússia): Konstantín Rokosovski (rus: Константин Константинович Рокоссовский),comandant militar soviètic durant la Segona Guerra Mundial (n. 1896).[1]
- 8 d'agost: Fritz Stiedry, director d'orquestra.
- 16 d'agost, París: Marise Beaujon, soprano francesa (n. 1890).[68]
- 29 d'agost, Brisbane: Vida Lahey, destacada artista professional australiana (n. 1882).[69]
- 13 de setembre, Suïssa: Gertrud Woker, bioquímica suïssa, denuncià les armes químiques.[70]
- 2 d'octubre - Neuilly-sur-Seine (França): Marcel Duchamp, pintor i escultor francès.
- 27 d'octubre - Cambridge (Anglaterra): Lise Meitner, física austríaca d'origen jueu, nacionalitzada sueca (n. 1878).
- 1 de novembre - Atenes,(Grècia): Georgios Papandreu (en grec: Γεώργιος Παπανδρέου), economista i polític grec, que va fundar el partit socialista democràtic i que va exercir en diverses ocasions la tasca de primer ministre d'aquest país (n. 1888).[1]
- 11 de novembre - París: Jeanne Demessieux, organista, pianista, compositora i pedagoga francesa (n. 1921).[71]
- 14 de novembre - Madrid: Ramón Menéndez Pidal, filòleg, historiador, folklorista i medievalista espanyol, creador de l'escola filològica espanyola, membre erudit de la Generació del 98.
- 25 de novembre- Bound Brook (EUA): Upton Sinclair, escriptor estatunidenc (n. 1878).
- 28 de novembre - Londres (Regne Unit): Enid Blyton, escriptora britànica de literatura infantil (n. 1897).[72]
- 14 de desembre - Berlín: Margarete Klose, mezzosoprano alemanya (n. 1902).[73]
- 18 de desembre - Cambridgeː Dorothy Garrod, arqueòloga britànica especialitzada en el període Paleolític (n. 1892).[74]
- 20 de desembre - Nova York: John Steinbeck, novel·lista estatunidenc (n. 1902).
- 26 de desembre - Nova York (EUA): Weegee, pseudònim de Arthur (Usher) Felling, fotògraf estatunidenc (n. 1899).[75]